# Mario García (fotbollsspelare)
Mario Humberto García Caboara, född 14 september 1980 i Mexico City, är en mexikansk fotbollsspelare (mittback) som spelar för Deportes Quindío. År 2008 var han med om att vinna det colombianska mästerskapet med Boyacá Chicó FC.